# ВК Спартак Волгоград
ВК Спартак Волгоград (рус. Ватерпольный клуб Спартак Волгоград) је ватерполо клуб из Волгограда, Русија. Боје клуба су црвена, плава и бела. Тренутно се такмичи у Првој лиги Русије.
Спартак је основан 1994. године. Од свог оснивања се такмичи у Првој лиги Русије и никада није завршио испод четвртог места. Освојио је 10 титула у националном првенству и 11 трофеја националног купа. Редован је учесник европских такмичења, а најбољи резултати су четврто место на фајнал фору Лиге шампиона 1998, као и полуфинале Купа победника купова 2001. и 2003. године. Ипак, кулминација европских успеха тима из Волгограда били су освајање купа Европе 2014. као и финале суперкупа Европе исте такмичарске године.

## Успеси

### Домаћи
- Прва лига Русије:

Првак (10): 1996/97, 1998/99, 2002/03, 2003/04, 2009/10, 2010/11, 2011/12, 2012/13, 2013/14, 2014/15.
Вицепрвак (8): 1994/95, 1995/96, 1997/98, 1999/00, 2000/01, 2001/02, 2004/05, 2008/09.
- Куп Русије:

Освајач (11): 1998, 2000, 2001, 2002, 2003, 2004, 2007, 2009, 2012, 2013, 2015.
Финалиста (7): 1995, 1996, 1997, 1999, 2006, 2008, 2011.

### Међународни
- Лига шампиона:

Четврто место (1): 1997/98.
- Куп победника купова:

Полуфинале (1): 2000/01, 2002/03.
- ЛЕН Куп Европе:

Победник (1) : 2014.
- Суперкуп Европе:

Финалиста (1) : 2014.

## Резултати у првенству и купу Русије
| Сезон | Позиција ПР | Позиција КР | Главни тренер       |
| ----- | ----------- | ----------- | ------------------- |
| 1994. | 3           | 3           | Александар Глинанов |
| 1995. | 2           | 2           | Александар Глинанов |
| 1996. | 2           | 2           | Александар Глинанов |
| 1997. | 1           | 2           | Александар Глинанов |
| 1998. | 2           | 1           | Александар Глинанов |
| 1999. | 1           | 2           | Александар Глинанов |
| 2000. | 2           | 1           | Александар Глинанов |
| 2001. | 2           | 1           | Александар Глинанов |
| 2002. | 2           | 1           | Александар Глинанов |
| 2003. | 1           | 1           | Александар Глинанов |
| 2004. | 1           | 1           | Александар Глинанов |
| 2005. | 2           | 4           | Владимир Карабутов  |
| 2006. | 4           | 2           | Владимир Карабутов  |
| 2007. | 3           | 1           | Владимир Карабутов  |
| 2008. | 3           | 2           | Владимир Карабутов  |
| 2009. | 2           | 1           | Сергеј Вороњин      |
| 2010. | 1           | 3           | Сергеј Вороњин      |
| 2011. | 1           | 2           | Владимир Карабутов  |
| 2012. | 1           | 1           | Владимир Карабутов  |
| 2013. | -           | -           | Владимир Карабутов  |

ПР = Првенство Русије ; КР = Куп Русије